# Paris (bài hát của The Chainsmokers)
"Paris" là một bài hát của bộ đôi DJ người Mỹ The Chainsmokers. Bài hát có sự xuất hiện giọng ca của ca sĩ kiêm sáng tác nhạc người Mỹ Emily Warren, người mà trước đó cũng đã cùng bộ đôi sáng tác đĩa đơn "Don't Let Me Down". Nó được phát hành vào ngày 13 tháng 1 năm 2017, thông qua hãng đĩa Disruptor Records và Columbia Records. Nó sẽ được phát sóng trên radio Top 40 vào ngày 17 tháng 1 năm 2017, là đĩa đơn radio tiếp nối "Closer".

## Danh sách bài hát
| Tải kỹ thuật số | Tải kỹ thuật số | Tải kỹ thuật số |
| STT             | Nhan đề         | Thời lượng      |
| --------------- | --------------- | --------------- |
| 1.              | "Paris"         | 3:41            |

## Xếp hạng
| Bảng xếp hạng (2017)                            | Vị trí cao nhất |
| ----------------------------------------------- | --------------- |
| Úc (ARIA)                                       | 4               |
| Úc Dance (ARIA)                                 | 1               |
| Áo (Ö3 Austria Top 40)                          | 6               |
| Bỉ (Ultratop 50 Flanders)                       | 5               |
| Bỉ (Ultratop 50 Wallonia)                       | 17              |
| Canada (Canadian Hot 100)                       | 2               |
| Canada CHR/Top 40 (Billboard)                   | 20              |
| Canada Hot AC (Billboard)                       | 36              |
| Cộng hòa Séc (Singles Digitál Top 100)          | 3               |
| Đan Mạch (Tracklisten)                          | 2               |
| Phần Lan (Suomen virallinen lista)              | 5               |
| Pháp (SNEP)                                     | 29              |
| Trường songid là BẮT BUỘC CHO BẢNG XẾP HẠNG ĐỨC | 3               |
| Hungary (Rádiós Top 40)                         | 24              |
| Hungary (Single Top 40)                         | 24              |
| Ireland (IRMA)                                  | 3               |
| Ý (FIMI)                                        | 9               |
| Nhật Bản (Japan Hot 100)                        | 34              |
| Latvia (Latvijas Top 40)                        | 3               |
| Leban (Lebanese Top 20)                         | 6               |
| Mexico (Billboard Ingles Airplay)               | 2               |
| Hà Lan (Dutch Top 40)                           | 5               |
| Hà Lan (Single Top 100)                         | 4               |
| New Zealand (Recorded Music NZ)                 | 5               |
| Na Uy (VG-lista)                                | 3               |
| Bồ Đào Nha (AFP)                                | 6               |
| Nga Airplay (Tophit)                            | 50              |
| Scotland (OCC)                                  | 6               |
| Slovakia (Singles Digitál Top 100)              | 4               |
| Slovenia (SloTop50)                             | 44              |
| Tây Ban Nha (PROMUSICAE)                        | 34              |
| Thụy Điển (Sverigetopplistan)                   | 2               |
| Thụy Sĩ (Schweizer Hitparade)                   | 8               |
| Anh Quốc (OCC)                                  | 5               |
| Hoa Kỳ Billboard Hot 100                        | 6               |
| Hoa Kỳ Adult Pop Airplay (Billboard)            | 19              |
| Hoa Kỳ Dance Club Songs (Billboard)             | 18              |
| Hoa Kỳ Hot Dance/Electronic Songs (Billboard)   | 2               |
| Hoa Kỳ Pop Airplay (Billboard)                  | 7               |
| Hoa Kỳ Rhythmic (Billboard)                     | 18              |

## Chứng nhận
| Quốc gia | Chứng nhận | Số đơn vị/doanh số chứng nhận |
| --- | ---------- | ----------------------------- |
| Úc (ARIA) | Bạch kim   | 70.000‡                       |
| Canada (Music Canada) | Bạch kim   | 0^                            |
| * Chứng nhận dựa theo doanh số tiêu thụ. ^ Chứng nhận dựa theo doanh số nhập hàng. ‡ Chứng nhận dựa theo doanh số tiêu thụ và phát trực tuyến. |            |                               |

## Lịch sử phát hành
| Khu vực  | Ngày                | Định dạng              | Nhãn đĩa           | Tham khảo |
| -------- | ------------------- | ---------------------- | ------------------ | --------- |
| Toàn cầu | 13 tháng 1 năm 2017 | Tải kỹ thuật số        | Disruptor Columbia | [ 4 ]     |
| Anh Quốc | 13 tháng 1 năm 2017 | Contemporary hit radio | Disruptor Columbia | [ 49 ]    |
| Hoa Kỳ   | 16 tháng 1 năm 2017 | Hot AC radio           | Disruptor Columbia | [ 50 ]    |
| Hoa Kỳ   | 17 tháng 1 năm 2017 | Top 40 radio           | Disruptor Columbia | [ 5 ]     |
| Hoa Kỳ   | 17 tháng 1 năm 2017 | Rhythmic radio         | Disruptor Columbia | [ 51 ]    |